# Protestas en Senegal de 2011-2012
Las protestas en Senegal de 2011-2012, fueron una serie de manifestaciones populares contra la reelección del presidente Abdoulaye Wade, el consejo constitucional senegalés validó su candidatura a las elecciones presidenciales de febrero lo que provocó estragos en varias ciudades.
Los disturbios preelectorales en Dakar y otras ciudades senegalesas se asemejan entre la reconocida estabilidad política, sin golpes de estado, ni militares en el poder, de este país del África occidental y la revolucionaria Primavera Árabe.[cita requerida]
En marzo de 2012, Wade, con el 34.2% de los votos, perdió la presidencia, dando por terminada las protestas.

## Antecedentes
El bloque opositor, el Movimiento del 23 de Junio (M23), es una coalición de partidos opositores y organizaciones de la sociedad civil nacida en 2011 con la intención de sacar del poder a Wade.
Nació tras las revueltas del 23 de junio de 2011, que llevaron, entre otras cosas, a Wade a renunciar a un polémico proyecto de reforma constitucional que incluía la elección del jefe del Estado con sólo el 25% de los votos.
El Gobierno senegalés prohibió ese 21 de julio toda manifestación frente a edificios oficiales en la capital tres días antes de unas revuektas que la oposición tenía prevista en la Plaza de la Independencia, donde se concentra la Cámara de Comercio, para protestar contra el tercer mandato de Wade.
Por su parte, los partidos opositores y la sociedad civil, agrupados en el M23, decidieron trasladar la manifestación a la Plaza del Obelisco, con lo que no infringieron la nueva normativa impuesta por el Gobierno.
los manifestantes atacaron las agencias de la Sociedad Nacional de Electricidad (SENELEC) y varios edificios de la administración pública así como otros municipales en manos del gobernante Partido Democrático Senegalés. Los manifestantes prendieron fuego a las agencias de la SENELEC y de los municipios tras llevarse los equipos que encontraron en los mismos. 
Las manifestaciones se extendieron con misma violencia a las ciudades de ThiŠs, Mbour, Mbacke, según indican las radios, que han dedicado amplios espacios a los hechos. 
Ante las protestas, el presidente Wade de retiró el proyecto de ley que estaban examinando los diputados, desactivando así lo que algunos expertos analizaron como una bomba que podría poner en peligro la estabilidad del país.

## Contexto

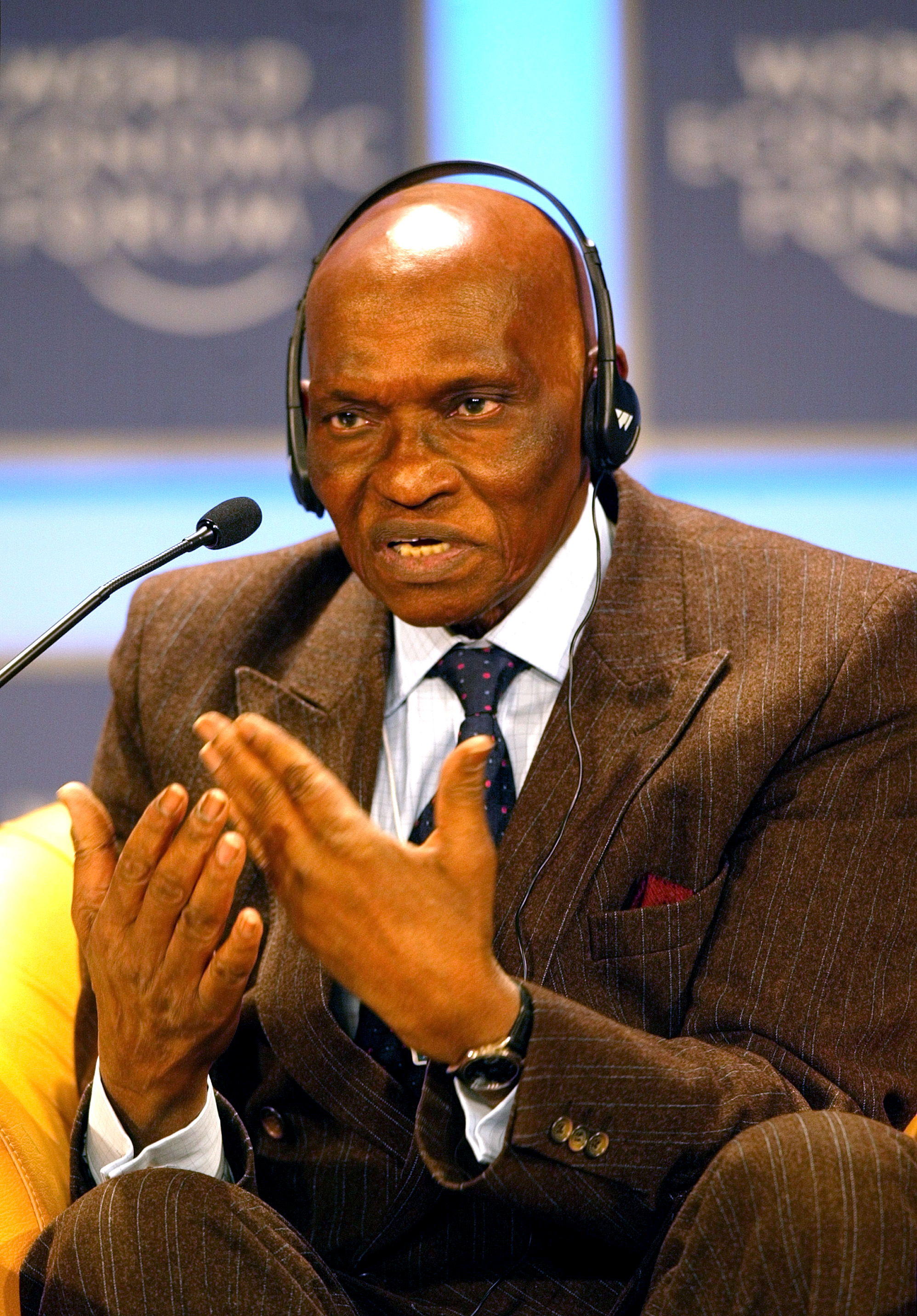
Abdoulaye Wade.

Grupos de manifestantes pidieron el 18 de febrero de 2012 en las calles de la capital de Senegal, Dakar, que el presidente Abdoulaye Wade abandone el poder antes de que tengan lugar las elecciones presidenciales de la semana próxima en el que este veterano dirigente es el favorito para desarrollar su tercer mandato, mientras se desarrollaban enfrentamientos entre rebeldes y el ejército en la región de Casamance, cerca de Gambia.
Cuatro soldados senegaleses murieron y nueve resultaron heridos en combates con el grupo separatista Movimiento de las Fuerzas Democráticas de Casamance (MFDC). Los opositores a Wade temieron que a esta violencia se sumen los enfrentamientos que podrían tener lugar si el presidente, de 85 años de edad, volvía a tomar el poder.
La Policía ha intervenido para dispersar con gases lacrimógenos una muchedumbre en una avenida; en un momento dado una de las granadas ha alcanzado una mezquita llena de fieles mientras una decena de jóvenes han atravesado el cordón de seguridad policial, al grito de Libertad al Pueblo, antes de que fueran repelidos por los agentes.
Las protestas contra Wade están prohibidas por el Ministerio del Interior, que teme que puedan alterar al orden público, y han descrito las manifestaciones de aquellos días como Una ola de crímenes alimentadas por grupos de vagabundos. El portavoz del M23, el grupo paraguas que aglutina a la oposición, Abdoul Aziz Diop, declaró que sus seguidores han ignorado la prohibición de concentrarse, que describen de anticonstitucional.
Los enfrentamientos entre rebeldes y el ejército continuaron cerca de la frontera con Gambia, específicamente en la localidad de Sindian, donde los militares rastrearon la zona en busca de combatientes y bases del MFDC. Con aquellos enfrentamientos ya son siete los soldados muertos. El grupo rebelde eleva esta cifra a 22 y la ONU informó de al menos 14 civiles muertos.

## Elecciones posteriores
Abdoulaye Wade, obtuvo la victoria en las elecciones de ese 26 de febrero con el 34,8% (Aunque perdió en su propio distrito electoral y anunció que en caso de una segunda ronda dialogará con la oposición), pero tendrá que enfrentarse en una segunda vuelta con el ex primer ministro Macky Sall al no tener los votos suficientes, según resultados oficiales publicados por las autoridades electorales.
Una segunda vuelta tuvo lugar el 25 de marzo entre los candidatos Wade y Sall, siendo Sall el ganador de la Presidencia. Aún sin conocerse resultados oficiales, el presidente saliente Wade y candidato a una tercera reelección reconoció su derrota la misma noche de la cita electoral.
La comisión electoral había prevenido a ambos candidatos de declarar la victoria prematuramente. La votación ocurrió sin incidentes.
Wade, quien estaba en el poder desde el año 2000, se enfrentó a candidatos que estiman que agotó ya sus dos mandatos autorizados, por lo que consideron ilegal su candidatura, validada y confirmada a finales de enero por el Consejo Constitucional.